# Frank Müller-Römer
Frank Müller-Römer (* 24. März 1936 in Hainsberg bei Dresden) ist ein deutscher Nachrichtentechniker, Medienexperte und Ägyptologe.

## Leben
Frank Müller-Römer besuchte von 1948 bis 1952 den humanistischen Zweig der Landesschule Pforta, legte 1954 an der Kreuzschule Dresden sein Abitur ab und studierte anschließend Nachrichtentechnik an der Technischen Hochschule Stuttgart (Abschluss als Dipl.-Ing.). Seine berufliche Laufbahn begann er 1962 bei Siemens in Stuttgart. 1965 wurde ihm die Leitung des Ingenieurbüros in Reutlingen übertragen; 1970 übernahm er die Vertriebsleitung Nachrichtentechnik in der Zweigniederlassung München der Siemens AG.
Von 1975 bis 1994 war Frank Müller-Römer als Technischer Direktor des Bayerischen Rundfunks und Mitglied der Geschäftsleitung tätig. In dieser Funktion und als langjähriger Vorsitzender der Technischen Kommission ARD/ZDF setzte er sich für die Weiterentwicklung der Hörfunk-, Fernseh- und Informationstechnik ein. Videotext (Teletext), Radio Data System (RDS), Digital Audio Broadcasting (DAB) und das Diensteintegrierende Breitbandnetz (Glasfasertechnik) der ARD (HYBNET) wurden von ihm als Vorsitzendem entsprechender Arbeitsgruppen maßgeblich voran getrieben und tragen seine Handschrift. Im Auftrag des Freistaates Bayern nahm er als Vertreter der Länder an insgesamt sechs Internationalen Funkverwaltungskonferenzen der Internationalen Fernmeldeunion (ITU) in Genf teil. 1989/90 war er Beauftragter des Freistaates Sachsen für die Vorbereitungen zur Gründung des Mitteldeutschen Rundfunks. In zahlreichen Vorträgen, Fachveröffentlichungen und Fernsehbeiträgen bezog er dazu sowie zu weiteren rundfunktechnischen Entwicklungen Position.
Von 1991 bis 1998 hatte Frank Müller-Römer den Vorsitz der DAB Plattform e. V. inne, deren Ziel es war, die Einführung von Digital Audio Broadcasting (DAB) in der Bundesrepublik Deutschland voranzutreiben. 26 Mitglieder (öffentlich-rechtlicher Rundfunk, private Programmveranstalter, Forschungsinstitute, Industriefirmen) arbeiteten in der DAB Plattform e. V. an Fragen der Entwicklung von DAB und dessen Einführung mit.
Von 1986 bis 1996 nahm Frank Müller-Römer einen Lehrauftrag an der Freien Universität Berlin (FU Berlin), Fachbereich Kommunikationswissenschaften wahr. Von 1996 bis 2002 lehrte er – seit 1997 als Honorarprofessor für Medientechnik – an der Hochschule für Technik und Wirtschaft Mittweida (FH). Darüber hinaus unterrichtete er von 1996 bis 2007 an der Bayerischen Akademie für Fernsehen (BAF).
1997 promovierte Frank Müller-Römer an der Technischen Universität Dresden zum Dr.-Ing. („Zur drahtlosen terrestrischen Übertragung schmal- und breitbandiger Datenströme an mobil betriebene Empfänger“). Anschließend studierte er am Institut für Ägyptologie und Koptologie der Ludwig-Maximilians-Universität München Ägyptologie mit den Nebenfächern Koptologie und Vorderasiatische Archäologie und schloss sein Studium 2008 mit der Promotion (Dr. phil.) mit einer Arbeit zum Pyramidenbau im Alten Ägypten ab. In verschiedenen Vorträgen, Fernsehsendungen und Fachveröffentlichungen stellte er seine Thesen zum Bau der Pyramiden einer breiten Öffentlichkeit im In- und Ausland vor.
In den Wintersemestern 2016/17, 2018/19 und 2021/22 hielt Frank Müller-Römer im Rahmen des Zentrums Seniorenstudium der Ludwig-Maximilians-Universität München eine Vorlesungsreihe zum Thema „Bau- und Transporttechniken im Alten Ägypten“.
Von 2003 bis 2015 war er Vorsitzender des Vorstands des Collegium Aegyptium – Förderkreis des Instituts für Ägyptologie der Ludwig-Maximilians-Universität München e. V.

## Ehrungen und Auszeichnungen
Frank Müller-Römers Verdienste um die Entwicklung der Rundfunk- und Medientechnik wurden mehrfach ausgezeichnet. 1983 verlieh ihm die Zeitschrift Hörzu im Rahmen der Preisverleihungen der Goldenen Kamera den nur in diesem Jahr für Leistungen in der Technik, Medienpolitik und Programmgestaltung vergebenen Ehrenpreis Goldener Satellit. 1991 ernannte ihn die Fernseh- und Kinotechnische Gesellschaft zum Ehrenmitglied. 1991 wurde er mit dem Verdienstkreuz am Bande des Verdienstordens der Bundesrepublik Deutschland und 1994 mit dem Bayerischen Verdienstorden ausgezeichnet.

## Veröffentlichungen
- Drahtlose terrestrische Datenübertragung an mobile Empfänger. Vistas, Berlin 1998, ISBN 3-89158-212-9.
- Pyramidenbau im Alten Ägypten. Utz, München 2008, ISBN 978-3-8316-0784-6.
- Der Bau der Pyramiden im Alten Ägypten. Utz, München 2011, ISBN 978-3-83164-069-0.
- Bau der Pyramiden im Alten Ägypten. Renidere, Maintal 2024, ISBN 978-3-98258-058-6. Zweite Auflage.